# Spoon (groupe)
Pour les articles homonymes, voir Spoon.
Spoon est un groupe de rock indépendant américain, originaire d'Austin, au Texas. Le groupe est composé de Britt Daniel (chant, guitare), Jim Eno (batterie), Rob Pope (basse) et Eric Harvey (clavier, guitare, percussion, chœurs).

## Biographie

### Débuts
Alors qu'il est étudiant de l'université du Texas à Austin, Britt Daniel forme le groupe The Alien Beats avec Brad Shenfeld. Le batteur Jim Eno les rejoint avant l'enregistrement de leur unique EP trois titres. Ils se séparent en 1993 et Shenfeld entame des études de droit. Daniel et Eno fondent Spoon, baptisé en référence à une chanson du groupe allemand Can. La formation originale comprend également le guitariste Greg Wilson (connu sous le pseudonyme de Wendel Stivers) et la bassiste Andy Maguire.
Leur premier EP, Nefarious, est édité par le label texan Fluffer Records en 1994. L'année suivante, ils sont signés par le label indépendant Matador Records. Greg Wilson quitte Spoon et est bientôt suivi par Maguire, dont le départ précède la sortie de leur premier album Telephono en 1996,. Le groupe part en tournée afin de promouvoir son album, accompagné par John Croslin à la basse. Celui-ci a produit le disque, qui comprend trois titres précédemment parus sur l'EP, réenregistrés pour l'occasion. À sa sortie, il se vend à 3 000 exemplaires.

### Elektra Records
Le bassiste Josh Zarbo est recruté en 1997. Il travaille avec Daniel et Eno sur le prochain disque de Spoon. Le groupe est approché par Elektra Records et s'engage avec la major, qui édite leur 2d album A Series of Sneaks en 1998. Le responsable A&R travaillant avec le groupe est licencié et le label, déçu par les ventes du disque, met fin à leur contrat quatre mois après sa sortie,. L'année suivante, le label indépendant Saddle Creek Records édite leur single The Agony of Laffitte, dont les textes sont inspirés de leurs mésaventures avec Elektra,. Le groupe se lance alors dans l'élaboration d'un nouvel album, qu'ils réalisent eux-mêmes en 2000. Le disque est proposé à plusieurs maisons de disques, sans susciter leur intérêt,.

### Merge Records

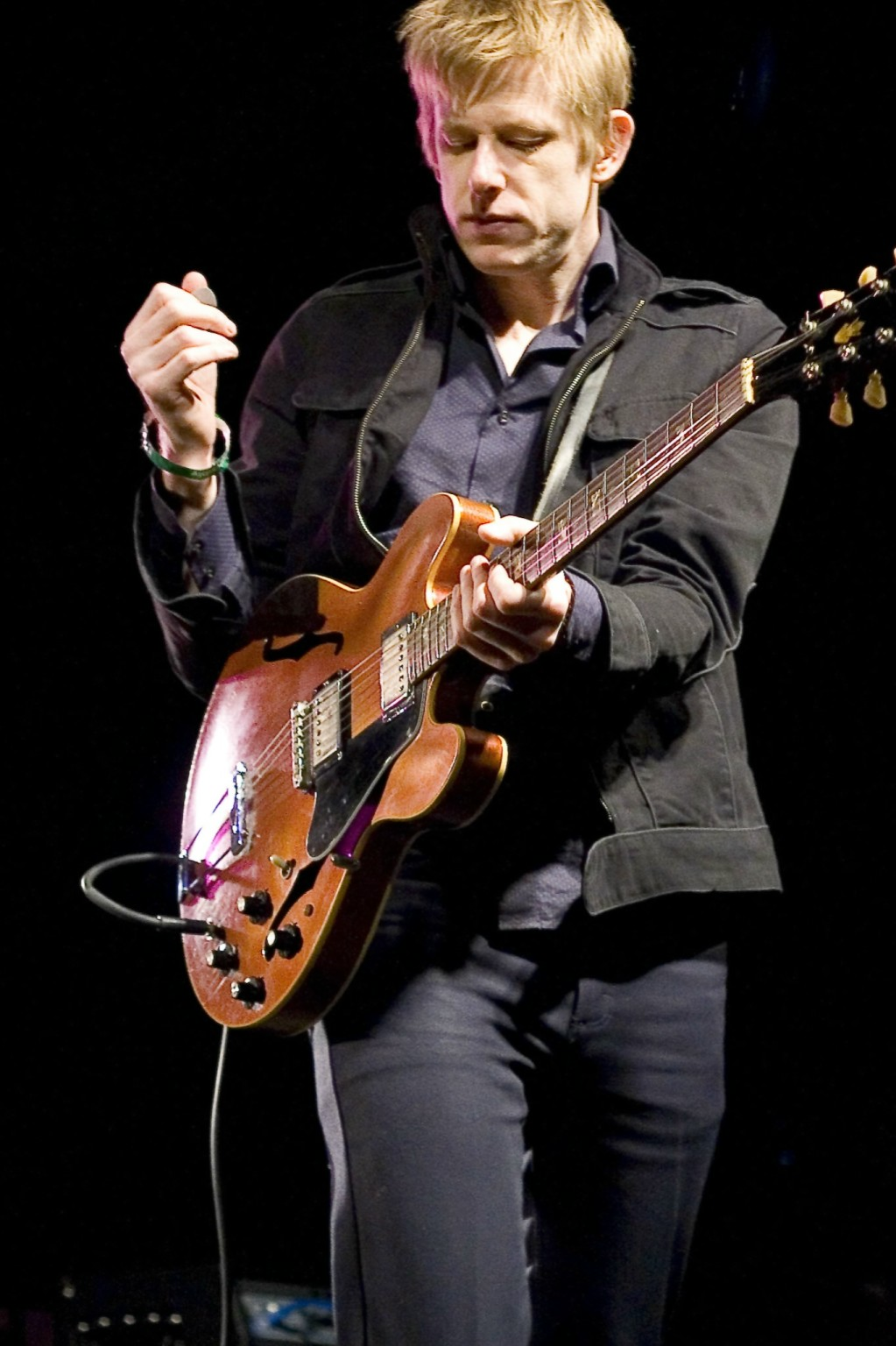
Le guitariste Britt Daniel en 2006.

En 2001, Mac McCaughan, membre de Superchunk et cofondateur du label indépendant Merge Records, décide finalement de sortir le 3e album de Spoon, baptisé Girls Can Tell. Le disque attire l'attention de grands médias américains, comme le quotidien The Washington Post, le magazine The New Yorker et la station de radio publique NPR, ce qui permet au groupe de toucher un public plus large. L'année suivante, la sortie de Kill the Moonlight confirme leur succès. Spoon se produit dans des festivals et est invité à jouer dans des shows télévisés, dont Last Call with Carson Daly et Late Night with Conan O'Brien. En trois ans, les ventes de l'album s'élèvent à 90 000 exemplaires.
Le claviériste Eric Harvey rejoint le groupe en 2004. Gimme Fiction, enregistré en duo par Britt Daniel et Jim Eno et édité par Merge en mai 2005, est le premier album de Spoon à figurer parmi les meilleures ventes aux États-Unis. La semaine de sa sortie, il atteint la 44e place du Billboard 200 après s'être vendu à près de 20 000 exemplaires. I Turn My Camera On, premier single extrait de l'album, bénéficie d'un clip réalisé par la photographe Autumn de Wilde. Grâce à ce titre, Spoon parvient à se faire entendre du grand public. Il est choisi pour illustrer un spot publicitaire du constructeur automobile Jaguar, diffusé dans plusieurs pays, et est utilisé dans des séries télévisées comme Bones et Veronica Mars. Deux ans plus tard, les ventes de l'album s'élèvent à 160 000 exemplaires.
En 2006, Josh Zarbo est remplacé à la basse par Rob Pope des Get Up Kids. Britt Daniel s'isole dans l'Oregon pour composer les morceaux de l'album suivant, Ga Ga Ga Ga Ga, qui sort en juillet 2007. Il est produit par Mike McCarthy à l'exception de The Underdog, le premier single extrait du disque, réalisé par Jon Brion. Premier titre de Spoon à figurer au palmarès des radios indépendantes, il atteint la 26e place du classement Alternative Songs du magazine Billboard. Le morceau figure dans le film Cloverfield et dans plusieurs séries, dont Numbers et How I Met Your Mother. Le groupe l'interprète sur le plateau de l'émission Saturday Night Live. 46 000 albums sont vendus en une semaine, ce qui permet à Ga Ga Ga Ga Ga de se classer dans le Top 10 des ventes aux États-Unis,. En deux ans, 300 000 exemplaires sont écoulés.
Leur album Transference, édité par Merge en 2010, se classe 4e du Billboard 200 lors de sa sortie. Spoon tourne durant onze mois avant de marquer une pause. En 2011, Britt Daniel s'établit à Los Angeles. Il forme un nouveau groupe, Divine Fits, avec Dan Boeckner. Leur album A Thing Called Divine Fits sort l'année suivante.

### Loma Vista Recordings

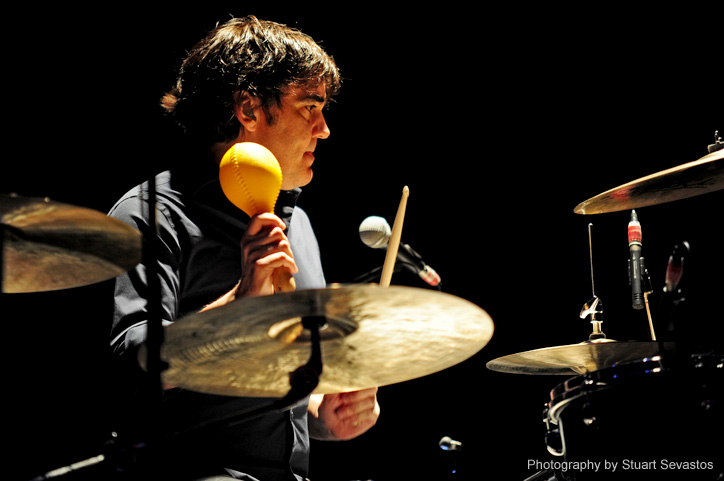
Le batteur Jim Eno en 2010.

En 2013, Spoon intègre un nouveau musicien, Alex Fischel, qui a accompagné Divine Fits en tournée. Ils enregistrent de nouveaux titres lors de deux sessions supervisées par Joe Chiccarelli et Dave Fridmann. Leur huitième album, They Want My Soul, est édité en septembre 2014 par Loma Vista Recordings, un label dont le catalogue est distribué par Universal. Pour le promouvoir, le groupe tourne aux États-Unis et en Europe. La semaine de sa sortie, le disque atteint la 4e place du Billboard 200. Le 30 octobre 2014, Spoon participe au Daily Show's Democalypse 2014 : South By South Mess
Le 17 mars 2017, Spoon publie son neuvième album, Hot Thoughts, au label Matador Records, leur premier sur le label depuis 1996.

## Membres

### Membres
- Britt Daniel - chant, guitare, basse, claviers, percussions (depuis 1993)
- Jim Eno - batterie, percussions, programmation (depuis 1993)
- Alex Fischel – claviers, guitare, chœurs (depuis 2013)
- Gerardo Larios – guitare, claviers, chœurs (depuis 2019, membre de tournée: 2017–2019)

### Membres de tournée
- Ben Trokan – basse, claviers (depuis 2019)

### Anciens membres
- Greg Wilson (Wendel Stivers) – guitare (1993–1994)
- Andy Maguire – basse (1993–1996)
- John Croslin – basse (1996)
- Clanky – basse (1996)
- Josh Zarbo – basse (1997–2000, 2002–2007)
- Roman Keubler – basse (2000–2002)
- Eric Harvey – guitare, claviers, percussions, chœurs (2004–2017)
- Rob Pope - basse, guitare, claviers, chœurs (2006–2019)

## Discographie

### Albums studio
- 1996 : Telephono (Matador Records)
- 1998 : A Series of Sneaks (Elektra)
- 2001 : Girls Can Tell (en) (Merge)
- 2002 : Kill the Moonlight (en) (Merge)
- 2005 : Gimme Fiction (en) (Merge)
- 2007 : Ga Ga Ga Ga Ga (Merge)
- 2010 : Transference (en) (Merge)
- 2014 : They Want My Soul (en) (Loma Vista)
- 2017 : Hot Thoughts (en) (Matador Records)
- 2022 : Lucifer on the Sofa (en) (Matador Records)

### EP
- 1994 : Nefarious (Fluffer)
- 1997 : Soft Effects (Matador)
- 1998 : 30 Gallon Tank (Elektra)
- 2000 : Love Ways (Merge)
- 2008 : Don't You Evah (Merge)
- 2009 : Got Nuffin (Merge)

### Compilations & Live
- 2019 : Everything Hits at Once: The Best of Spoon (Matador Records) (inclus 1 inédit "No Bullets Spent")